# Ziusudra
Xissudros (Antigo Acádio Babilónio: 𒍣𒌓𒋤𒁺, romanizado: Ṣíusudrá [ṣi₂-u₄-sud-ra₂], Acádio Neoassírio: 𒍣𒋤𒁕, romanizado: Ṣísudda, Grego antigo: Ξίσουθρος, romanizado: Xísouthros), é um herói da tradição suméria, protagonista do mito sobre o dilúvio universal, encontrado em sua versão mais antiga numa tabuinha encontrada em Nipur e, segundo a tradição, rei de Surupaque. Está listado na recensão da Lista de Reis Sumérios WB-62 como o último rei antes do Grande Dilúvio. Posteriormente é registrado como o herói do Génesis de Eridu e aparece nos escritos de Berosso como Xisuthros. Seu nome significa "Dias Alargados". Também é conhecido como Utnapistim para os babilónios, ou Atrahásis para os acadianos.

## O Mito
O mito conta como os homens esgotaram os Deuses com seu comportamento e zoada, então decidiram destruí-los enviando-lhes um grande dilúvio. Ênqui, que fora o criador dos humanos, segundo o texto de Nipur “ Depois que An, Enlil, Enki e Ninhursag criaram os cravos ”, sente misericórdia e comenta que não deseja a destruição dos humanos.
Quero eu (...) certo? a destruição da minha raça, a humana
Para Nintu, quero impedir a destruição de minha criação.
Farei com que as pessoas retornem aos seus assentamentos.
Construirão eles cidades em todos os lugares.
e farei a sua sombra pacífica
Então ele pede a Xissudra que crie um barco e refugie-se com as diferentes espécies de animais até que a grande enchente passe.
Xissudra ouviu ao seu lado
de pé ao lado esquerdo do muro (...):
«Junto ao muro, dir-te-ei uma palavra
(ouve) a minha palavra, prest'atenção às minhas instruções:
Uma inundação tomará toda-las habitações
todos os centros de culto
para destruir a semente da humanidade (...)
(Tal) é a decisão
o decreto da Assembleia (dos deuses)
(Tal) é a palavra de Ã, Enlil (e Ninursague)
(...) a destruição da realeza
Mais tarde, a narrativa continua com a "história" do grande dilúvio.
Todas as tempestades e ventos desencandearam-se (ao mesmo momento)
o dilúvio invadiu os centros de culto
Depois que o dilúvio varreu a terra durante sete dias e sete noites
e o enorme barco foi balançado nas vastas águas pelas tempestades,
Utu saiu, iluminando o céu e a terra.
Xissudra abriu então uma janela de seu enorme barco
Utu fez seus raios penetrarem o gigantesco barco
O rei Xissudra prostrou-se (então) dian' d'Utu
o rei sacrificou um grande número de bois e carneiros
"Chamarás o céu e a terra (...)"
Ã (e) Enlil invocaram através do céu e da terra (...)
fizeram aparecer os animais que emergiam desde a terra
O rei Ziussudra prostrou-se diante de Ã (e) Enlil
Ã (y) Enlil cuidou de Ziusudra, deram-lhe a vida como (aquel' de) um deus,
Enviaram-lhe um sopro eterno como (o de) um deus. Depois, ao Rei Ziusudra, que salvou a semen' da humanidade
da destruição naquela época
além dos mares, no Leste, em Dilmun , eles fizeram (ele) viver
Glossário:
Pela musicalidade e ritmo: por Sinérese, juntam-se as sílabas pela naturalidade musical das línguas:
- prest'enção = Presta Atenção; aquel' = aquele; dian' d'Utu = Diante de Utu

Isto foi posteriormente se refletiu na mitologia assíria no poema acadiano, Atrahásis , no qual o herói é Atrahásis.

## Vê também
- Utnapistim
- Mito do Dilúvio Universal
- Dilúvio Bíblico
- Deucalião
- Peri
- Tamandaré, o dilúvio do Nordeste Brasileiro
- Cessair, personagem do dilúvio goidélico (Irlanda e Celtibéria: Cássara)
- Lyonesse, o reino mítico da Cornualha engolida pelo mar